# Cantonul L'Île-Bouchard
Cantonul L'Île-Bouchard este un canton din arondismentul Chinon, departamentul Indre-et-Loire, regiunea Centru, Franța.

## Comune
- Anché
- Avon-les-Roches
- Brizay
- Chezelles
- Cravant-les-Côteaux
- Crissay-sur-Manse
- Crouzilles
- L'Île-Bouchard (reședință)
- Panzoult
- Parçay-sur-Vienne
- Rilly-sur-Vienne
- Sazilly
- Tavant
- Theneuil
- Trogues